# Камышлинский район
Камышли́нский район (тат. Камышлы районы) — административно-территориальная единица в Самарской области России. В границах района образован одноимённый муниципальный район.
Административный центр — село Камышла.

## География
Район расположен на северо-востоке Самарской области. Площадь территории — 823 км². Основные реки — Сок и его притоки. На северо-западе район граничит с Клявлинским, на юге с Похвистневским, на западе с Исаклинским районами Самарской области, на востоке с Оренбургской областью. Это один из наименьших районов Самарской области.

## История
Центром района является село Камышла, история которого началась в 18 веке. Считается, что Камышлу основали в 1740 году татарские переселенцы из Бугульмы. Название райцентру дала "камышовая река" — так переводится с татарского языка название реки протекающей через село.
9 октября 1929 года постановлением ВЦИК в местах компактного расселения татар был создан Байтуганский национальный (татарский) район, куда вошли деревни, расположенные на северо-востоке области, в верховьях р. Сок и его притоков. С 1939 года район стал называться Камышлинским по названию районного центра с. Камышла. 1 февраля 1963 года район был поглощён Похвистневским районом, затем Клявлинским районом. 4 марта 1991 года Камышлинский район был воссоздан.

## Население
| 1989    | 2002    | 2008    | 2010    | 2011    | 2012    | 2013    | 2014    | 2015    |
| ------- | ------- | ------- | ------- | ------- | ------- | ------- | ------- | ------- |
| 12 500  | ↘11 868 | ↘11 511 | ↘11 420 | ↘11 412 | ↘11 239 | ↘11 125 | ↘11 102 | ↘11 033 |
| 2016    | 2017    | 2018    | 2019    | 2020    | 2021    |         |         |         |
| ↘10 912 | ↘10 848 | ↘10 638 | ↘10 484 | ↘10 327 | ↗10 700 |         |         |         |

### Национальный состав
По данным Всероссийской переписи населения 2021 года:
| Народ      | Численность, чел. | Доля от всего населения, % |
| ---------- | ----------------- | -------------------------- |
| татары     | 8 404             | 78,54 %                    |
| русские    | 1 541             | 14,4 %                     |
| другие     | 676               | 6,32 %                     |
| не указали | 79                | 0,74 %                     |
| всего      | 10 700            | 100,00 %                   |

Национальный состав по переписи 2010 года:
- Татары — 9 160 чел. (80,9 %)
- Русские — 1 205 чел. (10,6 %)
- Чуваши — 480 чел. (4,2 %)
- Мордва — 141 чел. (1,2 %)

По переписи 1989 года из 12,5 тыс. жителей района около 11 тыс. — татары. В районе насчитывается 22 населённых пункта, из них 13 татарских.

## Административно-муниципальное устройство
В Камышлинском районе 22 населённых пункта в составе шести сельских поселений:
| № | Сельские поселения                 | Административный центр | Количество населённых пунктов | Население | Площадь, км2 |
| - | ---------------------------------- | ---------------------- | ----------------------------- | --------- | ------------ |
| 1 | Сельское поселение Байтуган        | село Русский Байтуган  | 4                             | ↗600      | 101,12       |
| 2 | Сельское поселение Балыкла         | село Старая Балыкла    | 4                             | ↗807      | 176,13       |
| 3 | Сельское поселение Ермаково        | село Старое Ермаково   | 3                             | ↘2040     | 162,74       |
| 4 | Сельское поселение Камышла         | село Камышла           | 4                             | ↗5029     | 204,20       |
| 5 | Сельское поселение Новое Усманово  | село Новое Усманово    | 1                             | ↗1347     | 56,12        |
| 6 | Сельское поселение Старое Усманово | село Старое Усманово   | 6                             | ↗877      | 123,17       |

## Населённые пункты
| №  | Населённый пункт     | Тип                          | Население | Муниципальное образование          |
| -- | -------------------- | ---------------------------- | --------- | ---------------------------------- |
| 1  | Бузбаш               | посёлок                      | 173       | Сельское поселение Камышла         |
| 2  | Давлеткулово         | деревня                      | 149       | Сельское поселение Камышла         |
| 3  | Камышла              | село, административный центр | ↘4784     | Сельское поселение Камышла         |
| 4  | Красный Яр           | посёлок                      | 0         | Сельское поселение Байтуган        |
| 5  | Неклюдово            | село                         | 129       | Сельское поселение Старое Усманово |
| 6  | Неклюдово-Дурасово   | деревня                      | 22        | Сельское поселение Старое Усманово |
| 7  | Никиткино            | село                         | 355       | Сельское поселение Старое Усманово |
| 8  | Новая Балыкла        | деревня                      | 59        | Сельское поселение Балыкла         |
| 9  | Новое Ермаково       | село                         | 432       | Сельское поселение Ермаково        |
| 10 | Новое Усманово       | село                         | ↗1347     | Сельское поселение Новое Усманово  |
| 11 | Русский Байтуган     | село                         | 353       | Сельское поселение Байтуган        |
| 12 | Старая Балыкла       | село                         | 599       | Сельское поселение Балыкла         |
| 13 | Старая Чаговка       | посёлок                      | 2         | Сельское поселение Старое Усманово |
| 14 | Старое Ермаково      | село                         | 1515      | Сельское поселение Ермаково        |
| 15 | Старое Усманово      | село                         | 443       | Сельское поселение Старое Усманово |
| 16 | Степановка           | село                         | 251       | Сельское поселение Балыкла         |
| 17 | Степановские Выселки | село                         | 0         | Сельское поселение Балыкла         |
| 18 | Татарский Байтуган   | село                         | 288       | Сельское поселение Байтуган        |
| 19 | Хмелевка             | деревня                      | 67        | Сельское поселение Старое Усманово |
| 20 | Чувашский Байтуган   | село                         | 70        | Сельское поселение Байтуган        |
| 21 | Чулпан               | посёлок                      | 264       | Сельское поселение Ермаково        |
| 22 | Юлдуз                | посёлок                      | 0         | Сельское поселение Камышла         |

Упразднённые населённые пункты:
- 2001 год — посёлок Мазгут[19].

## Экономика
В состав агропромышленного комплекса Камышлинского района входят 7 сельхозорганизаций и  33 крестьянских фермерских хозяйства.
Имеется банк. Работает районная больница.
Территория Камышлинского района богата месторождениями полезных ископаемых осадочного происхождения, являющихся сырьем для производства строительных материалов - разведаны месторождения бутового камня, галечника, красной глины для производства керамического кирпича, голубой и зеленой глины, горного песка; добывается горная масса для выработки алебастра, гипса, извести, щебня. Также выявлены Бузбашское и Байтуганское месторождения, объёмом 2 млн кубометров, и Ерилкинское - около 15 млн кубометров битумсодержащих песчаников. В недрах  района  выявлено 10 месторождений нефти. Кроме нефти, к разряду энергетического сырья, имеющегося в недрах  территории, относится торф. Его запасы разведаны в 1941 году на территории с. Старое Ермаково. Месторождение не разрабатывается.

## Культура
В Камышлинском районе организованы и действуют татарский народный театр, фольклорный ансамбль «Ак каен» (рус. «Белая берёза»). Работает телеканал местного телевидения «Нур» и выходит районная газета «Камышлы хәбәрләре» (рус. «Камышлинские известия»), директор телеканала и редактор газеты — Бадретдинов Рустам Талгатович.